# Kamunda Tshinabu
Kamunda Tshinabu (ur. 8 maja 1946) - były kongijski piłkarz występujący na pozycji pomocnika. Uczestnik Mistrzostw Świata 1974.

## Kariera klubowa
Podczas MŚ 1974 reprezentował barwy klubu TP Mazembe Lubumbashi.

## Kariera reprezentacyjna
Razem z reprezentacją Zairu uczestniczył w Mistrzostwach Świata 1974. Wystąpił tam w przegranym 0-3, meczu z reprezentacją Brazylii.